# Championnat international de Formule 3000 2001
Le championnat international de F3000 2001 a été remporté par le Britannique Justin Wilson sur une monoplace de l'écurie Nordic.

## Pilotes et écuries
| Écurie                     | #  | Pilote             | Courses    |
| -------------------------- | -- | ------------------ | ---------- |
| Super Nova Racing          | 1  | Mark Webber        | Tous       |
| Super Nova Racing          | 2  | Mario Haberfeld    | Tous       |
| Petrobras Junior Team      | 3  | Antônio Pizzonia   | Tous       |
| Petrobras Junior Team      | 4  | Ricardo Sperafico  | Tous       |
| Team Astromega             | 5  | Ananda Mikola      | 1-3        |
| Team Astromega             | 5  | Dino Morelli       | 4-8        |
| Team Astromega             | 5  | Enrico Toccacelo   | 9-12       |
| Team Astromega             | 6  | Giorgio Pantano    | Tous       |
| European Minardi F3000     | 7  | David Saelens      | 1-8, 10-12 |
| European Minardi F3000     | 7  | Tomas Scheckter    | 9          |
| European Minardi F3000     | 8  | Andrea Piccini     | Tous       |
| Coca-Cola Nordic Racing    | 9  | Tomáš Enge         | 1-11       |
| Coca-Cola Nordic Racing    | 9  | Jaroslav Janiš     | 12         |
| Coca-Cola Nordic Racing    | 10 | Justin Wilson      | Tous       |
| F3000 Prost Junior Team    | 11 | Nicolás Filiberti  | 1-4        |
| F3000 Prost Junior Team    | 11 | Stéphane Sarrazin  | 5          |
| F3000 Prost Junior Team    | 11 | Jonathan Cochet    | 6-9        |
| F3000 Prost Junior Team    | 11 | Norberto Fontana   | 10-12      |
| F3000 Prost Junior Team    | 12 | Gabriele Varano    | 1-5        |
| F3000 Prost Junior Team    | 12 | Zsolt Baumgartner  | 6-12       |
| Arden Team Russia          | 15 | Darren Manning     | Tous       |
| Arden Team Russia          | 16 | Viktor Maslov      | Tous       |
| Red Bull Junior Team F3000 | 17 | Patrick Friesacher | Tous       |
| Red Bull Junior Team F3000 | 18 | Antonio García     | 1-4        |
| Red Bull Junior Team F3000 | 18 | Ricardo Mauricio   | 5-12       |
| Coloni F3000               | 19 | Fabrizio Gollin    | Tous       |
| Coloni F3000               | 20 | Rodrigo Sperafico  | 1-9        |
| Coloni F3000               | 20 | Marc Goossens      | 10-12      |
| DAMS                       | 21 | Sébastien Bourdais | Tous       |
| DAMS                       | 22 | Derek Hill         | Tous       |
| KTR                        | 25 | Bas Leinders       | Tous       |
| KTR                        | 26 | Joël Camathias     | Tous       |
| Kid Jensen Racing          | 27 | Justin Keen (en)   | 1-2        |
| Kid Jensen Racing          | 28 | Yann Goudy         | 1          |
| Kid Jensen Racing          | 28 | Gianmaria Calcagni | 2          |
| Durango Formula            | 29 | Gabriele Lancieri  | Tous       |
| Durango Formula            | 30 | Jaime Melo         | 1-9        |
| Durango Formula            | 30 | Antonio García     | 10-12      |

## Règlement sportif
- L'attribution des points s'effectue selon le barème 10,6,4,3,2,1.

## Courses de la saison 2001
| Date          | Lieu              | Vainqueur          | Nationalité        | Equipe     |
| 31 mars       | São Paulo         | Justin Wilson      | Royaume-Uni        | Nordic     |
| 15 avril      | Imola             | Mark Webber        | Australie          | Super Nova |
| 28 avril      | Barcelone         | Tomáš Enge         | République tchèque | Nordic     |
| 13 mai        | Spielberg         | Justin Wilson      | Royaume-Uni        | Nordic     |
| 27 mai        | Monaco            | Mark Webber        | Australie          | Super Nova |
| 23 juin       | Nurburgring       | Tomáš Enge         | République tchèque | Nordic     |
| 30 juin       | Magny-Cours       | Mark Webber        | Australie          | Super Nova |
| 14 juillet    | Silverstone       | Sébastien Bourdais | France             | DAMS       |
| 28 juillet    | Hockenheim        | Antônio Pizzonia   | Brésil             | Petrobras  |
| 19 août       | Budapest          | Justin Wilson      | Royaume-Uni        | Nordic     |
| 1er septembre | Spa-Francorchamps | Ricardo Sperafico  | Brésil             | Petrobras  |
| 15 septembre  | Monza             | Giorgio Pantano    | Italie             | Astromega  |

## Classement des pilotes
| Classement | Pilote             | Pays               | Equipe      | Nombre de points |
| ---------- | ------------------ | ------------------ | ----------- | ---------------- |
| 1er        | Justin Wilson      | Royaume-Uni        | Nordic      | 71               |
| 2e         | Mark Webber        | Australie          | Super Nova  | 39               |
| 3e         | Tomáš Enge         | République tchèque | Nordic      | 39               |
| 4e         | Sébastien Bourdais | France             | DAMS        | 26               |
| 5e         | Ricardo Sperafico  | Brésil             | Petrobras   | 24               |
| 6e         | Antônio Pizzonia   | Brésil             | Petrobras   | 22               |
| 7e         | Bas Leinders       | Belgique           | KTR         | 17               |
| 8e         | Ricardo Mauricio   | Brésil             | Red Bull Jr | 14               |
| 9e         | Giorgio Pantano    | Italie             | Astromega   | 12               |
| 10e        | David Saelens      | Belgique           | European    | 10               |
| 11e        | Darren Manning     | Royaume-Uni        | Arden       | 9                |
| 12e        | Jaime Melo         | Brésil             | Durango     | 8                |
| 13e        | Patrick Friesacher | Autriche           | Red Bull Jr | 8                |
| 14e        | Stéphane Sarrazin  | France             | Prost Jr    | 4                |
| 15e        | Mario Haberfeld    | Brésil             | Super Nova  | 3                |
| 16e        | Joël Camathias     | Suisse             | KTR         | 2                |
| 16e        | Marc Goossens      | Belgique           | Coloni      | 2                |
| 18e        | Fabrizio Gollin    | Italie             | Coloni      | 1                |